# Olympische Sommerspiele 1920/Leichtathletik – Speerwurf (Männer)

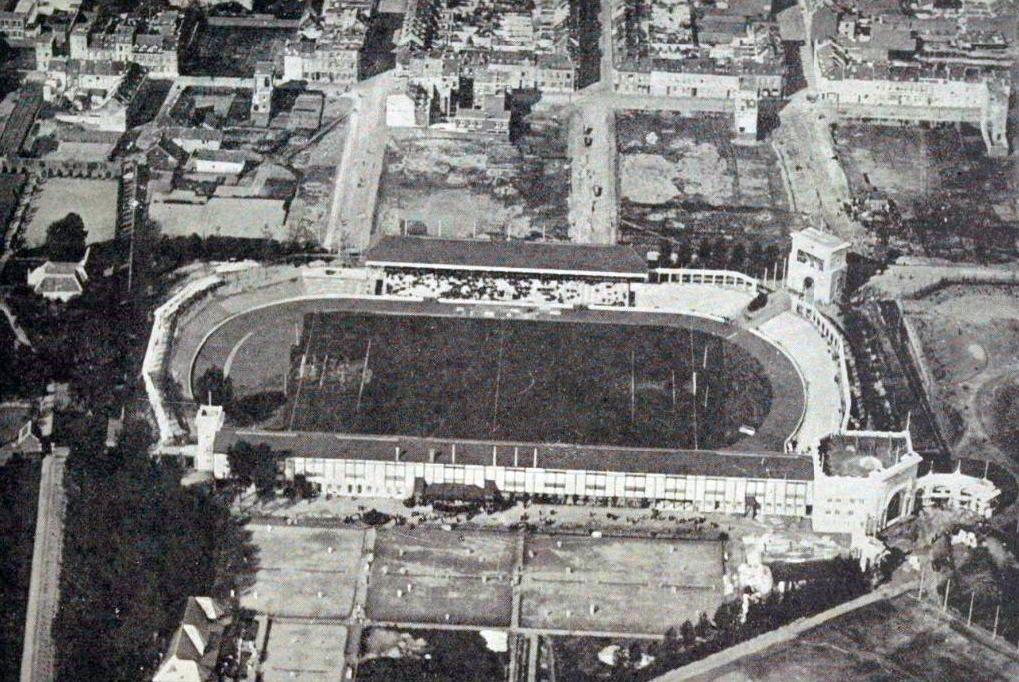
Das Antwerpener Olympiastadion

Der Speerwurf der Männer bei den Olympischen Spielen 1920 in Antwerpen wurde am 15. August 1920 im Antwerpener Olympiastadion ausgetragen. 25 Athleten nahmen daran teil.
Die vier finnischen Teilnehmer belegten die ersten vier Plätze. Olympiasieger wurde Jonni Myyrä vor Urho Peltonen und Pekka Johansson. Juho Saaristo, Silbermedaillengewinner von 1912, erreichte Rang vier.
Athleten aus der Schweiz nahmen nicht teil. Deutschland und Österreich waren von diesen Spielen ausgeschlossen.

## Rekorde

### Bestehende Rekorde
| Weltrekord         | 66,10 m | Jonni Myyrä ( Finnland)                  | Stockholm, Schweden    | 25. August 1919 |
| Olympischer Rekord | 61,00 m | Juho Saaristo ( Großfürstentum Finnland) | OS Stockholm, Schweden | 9. Juli 1912    |

Juho Saaristo erzielte den Olympiarekord mit seinem besten Arm in der damals ausgetragenen Disziplin beidarmiger Speerwurf.

### Rekordverbesserung
Der bestehende olympische Rekord wurde insgesamt fünfmal übertroffen, dreimal in der Qualifikation und zweimal im Finale. Zuletzt stand folgender Wert zu Buche:

65,780 m – Jonni Myyrä (Finnland), Finale am 15. August

## Durchführung des Wettbewerbs
Alle 25 Werfer hatten am 15. August eine Qualifikationsrunde zu absolvieren. Die besten zehn Athleten zogen ins Finale ein, das am gleichen Tag stattfand. Die in der Qualifikation erzielten Weiten kamen wie in anderen Disziplinen und wie in den Jahren zuvor mit in die Endwertung.

## Qualifikation
Datum: 15. August 1920

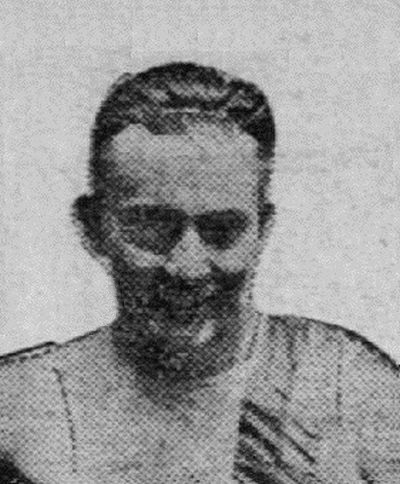
Arthur Tuck schied als Elfter mit 53,780 m nach der Qualifikation aus

Schon in der Qualifikationsrunde wurde der bestehende olympische Rekord zweimal übertroffen.
| Platz | Name                | Nation             | Weite    | Anmerkung |
| ----- | ------------------- | ------------------ | -------- | --------- |
| 1     | Urho Peltonen       | Finnland           | 63,605 m | OR        |
| 2     | Pekka Johansson     | Finnland           | 63,095 m |           |
| 3     | Jonni Myyrä         | Finnland           | 60,630 m |           |
| 4     | Gunnar Lindström    | Schweden           | 60,520 m |           |
| 5     | Juho Saaristo       | Finnland           | 60,045 m |           |
| 6     | Aleksander Klumberg | Estland            | 59,030 m |           |
| 7     | Erik Blomqvist      | Schweden           | 58,180 m |           |
| 8     | James Lincoln       | USA                | 57,860 m |           |
| 9     | Milton Angier       | USA                | 57,580 m |           |
| 10    | Hugo Lilliér        | Schweden           | 56,775 m |           |
| 11    | Arthur Tuck         | USA                | 53,780 m |           |
| 12    | Jack Mahan          | USA                | 53,520 m |           |
| 13    | Elof Lindström      | Schweden           | 51,530 m |           |
| 14    | Pierre Grany        | Frankreich         | 47,900 m |           |
| 15    | Arthur Picard       | Frankreich         | 47,090 m |           |
| 16    | Arthur MacKey       | Chile              | 43,900 m |           |
| 17    | Oprando Bottura     | Königreich Italien | 42,700 m |           |
| 18    | Adolphe Hauman      | Belgien            | 42,580 m |           |
| 19    | Frederik Petersen   | Dänemark           | 42,130 m |           |
| 20    | Émile Muller        | Belgien            | 40,240 m |           |
| 21    | Alex Servais        | Luxemburg          | 40,080 m |           |
| 22    | Jean Lefèvre        | Belgien            | 39,000 m |           |
| 23    | Ignacio Izaguirre   | Spanien            | 38,920 m |           |
| 24    | Otakar Vydra        | Tschechoslowakei   | 37,750 m |           |
| 25    | Arthur Delaender    | Belgien            | 36,250 m |           |

## Finale
Datum: 15. August 1920
| Platz | Name                | Nation   | Weite    | Anmerkung |
| ----- | ------------------- | -------- | -------- | --------- |
| 1     | Jonni Myyrä         | Finnland | 65,780 m | OR        |
| 2     | Urho Peltonen       | Finnland | 63,605 m |           |
| 3     | Pekka Johansson     | Finnland | 63,095 m |           |
| 4     | Juho Saaristo       | Finnland | 62,395 m |           |
| 5     | Aleksander Klumberg | Estland  | 62,390 m |           |
| 6     | Gunnar Lindström    | Schweden | 60,520 m |           |
| 7     | Milton Angier       | USA      | 59,275 m |           |
| 8     | Erik Blomqvist      | Schweden | 58,180 m |           |
| 9     | James Lincoln       | USA      | 57,860 m |           |
| 10    | Hugo Lilliér        | Schweden | 56,445 m |           |

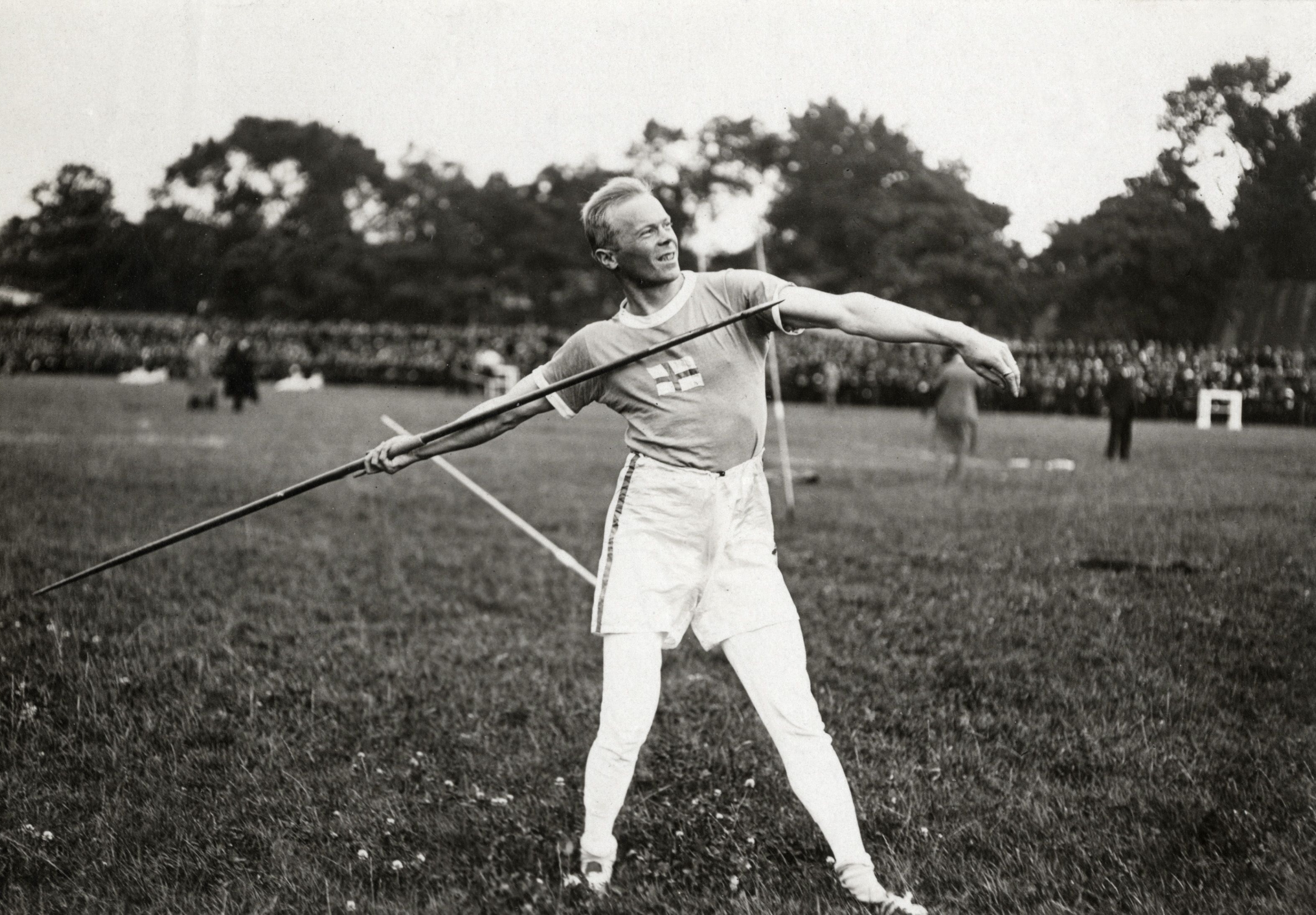
Weltrekordinhaber und Olympiasieger: Jonni Myyrä

Im Finale wurde der bisherige Olympiarekord von 61,00 Metern weitere drei Mal übertroffen. Beim Aufwärmen erlitt Jonni Myyrä eine Blessur, als ihn ein vom US-Amerikaner James Lincoln geworfener Speer an der Schulter traf. Dennoch verbesserte er die Olympiarekordmarke um zuletzt 4,78 Meter und verfehlte seinen eigenen Weltrekord von 66,10 Meter nur knapp.
Der finnische Dreifachtriumph war der erste Dreifachsieg einer Nation in dieser Disziplin. Eigentlich war es sogar ein Vierfachsieg, denn der Olympiasieger von 1912 Juho Saaristo belegte auch noch den vierten Platz. Es war auch der einzige Dreifacherfolg eines Landes der Leichtathletikwettbewerbe bei diesen Spielen neben dem US-Erfolg über 400 Meter.

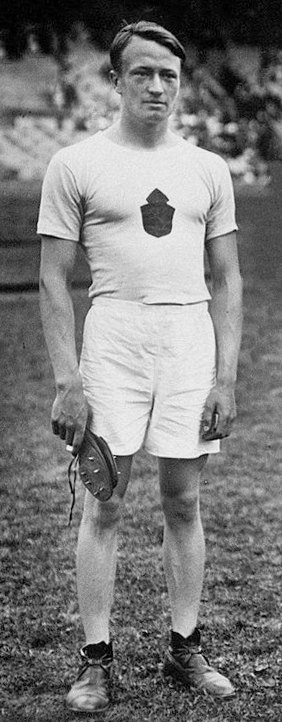
Silbermedaillengewinner Urho Peltonen hatte 1912 Bronze im beidarmigen Speerwurf gewonnen
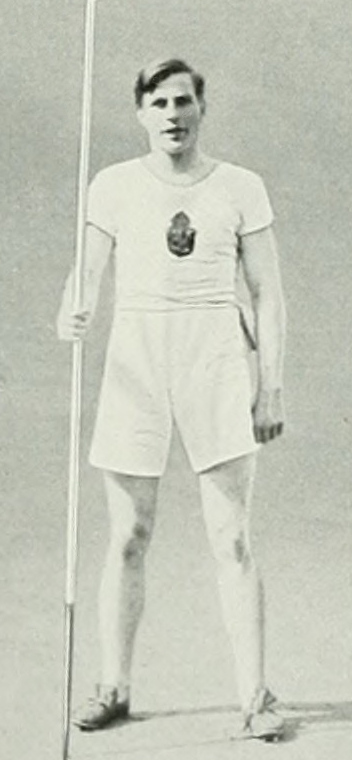
Juho Saaristo – 1912 Gold im beidarmigen und Silber im bestarmigen Speerwurf – erreichte hier Platz vier (Aufnahme von 1912)
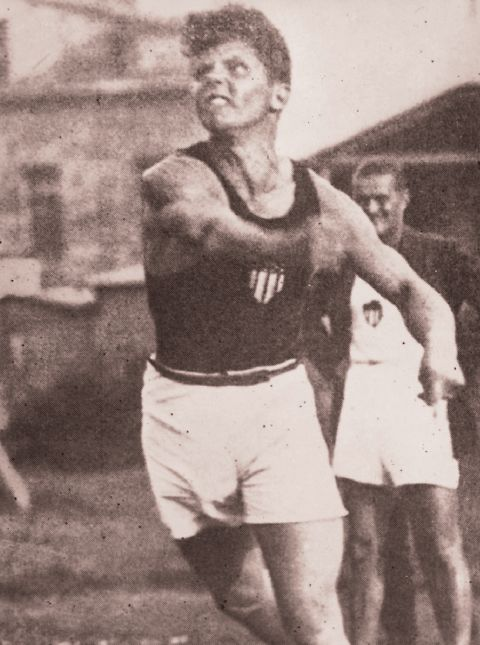
Aleksander Klumberg kam auf Platz fünf
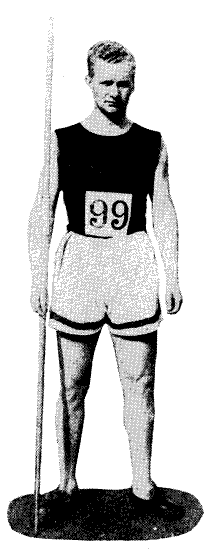
Gunnar Lindström – Rang sechs